# Ristorante Savini
Il Ristorante Savini è uno storico ristorante milanese di lusso, aperto dal 1867 e situato in Galleria Vittorio Emanuele II. Fa parte dei Locali storici d'Italia.

## Storia
(Sabatino Lopez)
Aperto nel 1867, era molto ben frequentato grazie alla sua vicinanza ai teatri, e così il ristorante in poco tempo diventò il luogo di incontro per le classi agiate, il centro della Belle Époque milanese.
Virgilio Savini, un oste della Valcuvia, lo rilevò nel 1881 dandogli il suo nome e trasformandolo nel 1884 in un ristorante elegante.
Dal 1905 al 1929 la cucina fu guidata dallo chef Giuseppe Fontana. 
Nel 1906 il locale in Galleria viene restaurato e prende l’aspetto odierno. 
Nel 1908 Virgilio Savini cede il ristorante a Giuseppe Bodina, a cui nel 1923 subentra Angelo Pozzi.
Nel 1943 il ristorante viene distrutto dai bombardamenti, ma viene ricostruito e riapre nel 1950.
Nel 1970 la proprietà del ristorante diventa svizzera: lo acquista Wine Food, una società di proprietà del Credito Svizzero, per poi tornare italiana nel 1981 con Alfio Bocciardi e Giancarlo Guancioli. Questi ultimi fanno costruire un dehor antistante il ristorante, progettato da Pietro Porcinai. Nel 1997 la proprietà passa a Turin Hotels International.

### Oggi
Il ristorante è uno dei luoghi simbolo della città, come ha scritto Carlo Castellaneta “Savini è Milano come lo sono la Galleria e la Scala”. 
A testimonianza del suo legame con la lirica, il tavolo n.7 è dedicato a Maria Callas.
Nel 2008 il locale è stato rilevato dalla famiglia Gatto che ha riorganizzato gli ambienti, portando il ristorante al primo piano, lasciando la caffetteria al pian terreno e dehors.
La cucina è guidata dallo chef Giovanni Bon che affianca al menu tradizionale anche quello rivisitato dallo chef, tra tradizione e innovazione.

## Avventori celebri
Giuseppe Fontana in una rievocazione scriveva: «Per quel che potevo sapere stando in cucina, o vedere quando ero fuori servizio, posso compiacermi di avere in certo qual modo conosciuto, magari per via delle ordinazioni e dei gusti: Eleonora Duse, Tina Di Lorenzo, Maria Melato, attrici; la celebre Rosina Storchio, cantante; Giuseppe Giacosa, Gerolamo Rovetta, Enrico Annibale Butti sempre accompagnato da madame Brochon, Marco Praga che rideva poco, i due fratelli Pozza uno biondo e l’altro moro; i due fratelli Arrigo Boito e Camillo Boito, il maestro Umberto Giordano, Pietro Mascagni, Giacomo Puccini, il librettista Ferdinando Fontana che nel 1898 scappò da Milano, Gabriele D'Annunzio, Filippo Tommaso Marinetti, Paolo Buzzi, Umberto Boccioni, l’architetto Sant'Elia. Ricordo i fratelli Weill-Schott; i pittori Filippo Carcano, Tranquillo Cremona, Mosè Bianchi, Giuseppe Amisani, Giuseppe Mentessi; il garibaldino Achille Bizzoni, il genialissimo Luigi Illica; Ida Rubinstein, il grande pianista Paderewsky; il critico Gustavo Botta, terrore di tutti i letterati. Ricordo quando veniva Walter Mocchi, andato poi in America a fare il grande impresario del Metropolitan di New York ma che allora faceva l'idealista puro, socialista, lo si vedeva di giorno vestito da operaio, col cappello sdrucito, ma poi alla sera frequentava il Savini presentandosi sempre elegante, azzimato come un damerino. E madame Brochon, la compagna di Enrico Annibale Butti, una volta ebbe a esclamare: "Ecco entra Sua Maestà Bandiera Rossa suonando la Marcia Reale!"»
All’inizio del secolo si annovera anche Filippo Tommaso Marinetti tra i frequentatori, è al Savini che firma il Manifesto del Futurismo.
All’inizio degli anni Venti il ristorante fu anche il luogo di incontro tra Lusignoli, emissario di Giolitti, e Mussolini; nel 1926 sedettero ai suoi tavoli Nobile e Amundsen per progettare la trasvolata del polo Nord sul Norge.
Racconta infine Beniamino Dal Fabbro: «Ricordo Carlo Carrà, Francesco Messina, Riccardo Bacchelli, Orio Vergani, Carlo Linati (che arrivava in bicicletta), Leonardo Borgese, Arrigo Cajumi, Gigiotti Zanini e Guido Piovene [..]. A volte appariva, a metà strada tra noi e gli altri, Guttuso in compagnia di una fatale credo nobildonna [..]. Sereni quand'era in licenza dal servizio militare, Giansiro Ferrata reduce da sfortunati poker, Vigorelli, più raramente Bo [..] e Altichieri [..]. Il Poeta in cattedra - insidiato da Alfonso Gatto, Leonardo Sinisgalli, Vittorio Sereni - era Salvatore Quasimodo.»

## Il brand “Savini”
Nel 1895 Virgilio Savini fece costruire un secondo ristorante, appena fuori da Parco Sempione e in prossimità dell’Arco della Pace, in una zona chiamata Isola Botta che all'epoca era ancora periferia. Fece edificare un villino progettato da Ulisse Stacchini e Guido De Capitani. Il “Savini al parco” o “Savini al Sempione” viene inaugurato il 26 agosto 1896 e chiude definitivamente nel 1908.